# جمله
جُملِه یک یا چند فراکرد مرتبط به هم را شامل می‌شود که پیام کاملی را از فرستنده پیام (گوینده، نویسنده) به گیرنده پیام (شنونده، خواننده) برساند. افراد مقصود خود را به صورت جمله بیان می‌کنند. جمله یک یا مجموع چند کلمه است.

## از نگاه ساختار
- جمله ساده: جمله‌ای که تنها از یک فراکرد تشکیل یافته باشد.

نمونه: فردا سالگرد پیروزی مردم نیکاراگوئه است.
- جمله مرکب: جمله‌ای که از دو یا چند فراکرد همپایه ساخته شده‌است.

نمونه: اگر به مریض دارو داده نشود، خواهد مرد.
- جمله پیچیده: جمله‌ای که از یک فراکرد پایه و یک یا چند فراکرد پیرو ساخته شده‌است.

نمونه:علی به درس ریاضیات که از درس‌های مشکل است، علاقه دارد.

## از نگاه هدف
جمله از لحاظ هدف و پیامی که منتقل می‌کند دارای انواع زیر است:
- جمله خبری: جمله‌ای است که واقع شدن (یا نشدن) یا بودن (یا نبودن) حالتی را بیان می‌کند.

نمونه: خدا مرده‌ است.
- جمله پرسشی: جمله‌ای است که در آن با استفاده از کلمات پرسشی یا تغییر لحن پیرامون موضوعی سؤال می‌کند.

نمونه: فردا چه روزی است؟
- جمله عاطفی یا جمله تعجبی:جمله‌ای است منعکس‌کننده یکی از عواطف انسانی که اگر شامل تعجب یا تحسین باشد بدان جمله تعجبی نیز گفته و در انتهای جمله از این نشانه «!» استفاده می‌کنیم.

نمونه: چه باغ باصفایی!
- جمله امری: جمله‌ای است که با آن انجام دادن کاری یا دست داشتن و پذیرفتن صفت یا حالتی به صورت مثبت یا منفی خواسته می‌شود؛ که به شکل مثبت آن فعل امر و شکل منفی آن فعل نهی می‌گوییم. جمله امری می‌تواند فقط دارای یک کلمه باشد.

نمونه: همه در جای خود بایستند.
جمله یک لغتی: بنویسید. بیا. بفرمائید. ننویس. نگو.
- جمله دعایی: جمله‌ای است که حاوی دعا یا نفرین باشد.

نمونه: به امید دیدار! سفر بخیر!

## از نظر معنی
جمله از نظر معنی نیز به دو قسمت تقسیم می‌شود:
۱- جملهٔ خبری: اگر جمله‌ای بیان‌کنندهٔ خبری باشد، چه در زمان گذشته و چه در زمان حال و چه در زمان آینده، آن را جملهٔ خبری می‌گویند؛
مانند: تقی رفت، حسین می‌آید، منوچهر خواهد رفت.
۲- جملهٔ انشایی: جمله‌ای است که مفهوم جملهٔ خبری را نرساند؛ مانند: جملهٔ امری – دعایی – استفهامی – تمنایی- شرطی – ندایی؛ بنابراین جملات زیر انشایی هستند:
بیا / مرو / الهی او به زودی نجات یابد / کاش او را بیابد / اگر او به خانهٔ ما بیاید… / ای پسر به کار نیک بکوش.
به‌طور کلی اگر بتوانیم در جمله‌ای احتمال صدق و کذب بدهیم خبری و در غیر این صورت انشایی است.

## از نظر مکان اجزای
جمله از نظر مکان اجزای آن نیز به دو قسمت تقسیم می‌شود:
۱- جملهٔ مستقیم: اگر جمله‌ای فعلی باشد، ترتیب قرار گرفتن اجزای آن بدین طریق است:
فاعل/ مفعول بیواسطه / مفعول با واسطه یا متمم / قید/ فعل
و اگر جمله‌ای اسمی باشد، ترتیب قرارگرفتن اجزای آن بدین شکل است:
مسندٌ‌الیه/ مسند / رابطه
۲- جملهٔ مقلوب یا غیرمستقیم: اگر مکان قرار گرفتن اجزای جمله‌ای غیر از آنچه ذکر شد، باشد یعنی اجزای آن تغییر مکان داده باشند آن را جملهٔ مقلوب یا غیرمستقیم می‌نامند.

## دیگر دسته‌بندی‌ها
۱- جملهٔ کامل: جمله‌ای را کامل می‌گوییم که معنای تام از آن حاصل شده و سکوت گوینده و عدم انتظار شنونده در آن بجا باشد؛ مانند: دیروز به خانهٔ تقی رفتم، خدا بزرگ است، روزگار هر کس را ادب می‌کند.
۲- جملهٔ ناقص: جمله‌ای ناقص است که شنونده انتظار بقیهٔ مطلب را داشته باشد و سکوت گوینده باعث عدم کمال آن باشد؛ مانند: وقتی او را دیدم …، اگر او آمد….
هریک از این جملات کامل یا ناقص می‌تواند مکمل جملهٔ ناقص دیگری باشد؛ بنابراین:
جملهٔ مکمل: آن است که کامل‌کنندهٔ جملهٔ ناقص باشد؛ مانند: از بازار برمی‌گشت (مکمل جملهٔ ناقص: وقتی او را دیدم)، من می‌روم (مکمل جملهٔ ناقص: اگر او آمد)، از اینجا فرار کرد (مکمل جملهٔ ناقص: تا او را صدا زدم).
جملهٔ معترضه: ممکن است جمله‌ای را بتوانیم از میان گفتار گوینده حذف کنیم ولی به معنی گفتار او لطمه‌ای وارد نسازیم که آن را جملهٔ معترضه می‌گویند؛ مانند: اگر حسن آمد (که نمی‌آید) می‌روم.
دی پیر می فروش (که یادش به خیر باد)
گفتا شراب خور که غم دل برد ز یاد
جمله از نظر دیگری نیز به دو قسم تقسیم می‌شود: اسمی و فعلی.
۱- جملهٔ اسمی: هرگاه جمله‌ای دارای فعل ربطی باشد، آن را جملهٔ اسمی می‌نامند و در حقیقت آن جمله از مسندٌ‌الیه و مسند و رابطه تشکیل شده‌است؛ مانند: خدا داناست. اتاق بزرگ بود.
۲- جملهٔ فعلی: هرگاه جمله‌ای دارای فعل خاص یا تام باشد، آن را جملهٔ فعلی می‌نامند و در حقیقت آن جمله از فعل و فاعل و… تشکیل شده‌است؛ مانند: تقی آمد، من حسین را دیدم.
جمله از نظر دیگری نیز به دو قسمت تقسیم می‌شود: مطلق و مقید.
۱- جملهٔ مطلق: اگر جمله‌ای مقید به زمان یا مکان یا … نباشد و مقید به جملهٔ قیدی دیگر هم نباشد، آن را مطلق می‌نامند؛ مانند: او را دیدم، پرویز مریض است.
۲-جملهٔ مقید: اگر جمله‌ای دارای قید زمان یا مکان یا … باشد آن را جملهٔ مقید می‌گویند؛ مانند: دیروز او را دیدم. پرویز خیلی مریض بود. حسن اینجا آمد …